# Auxilium Pallacanestro Torino
Auxilium je košarkaški klub iz talijanskog grada Torina.

## Uspjesi
Kup Radivoja Koraća
- Finalist: 1976.

## Nazivi kluba
- Auxilium
- Sacla Pallacanestro
- Chinamartini
- Berloni